# شیاطین (ترانه ایمجین درگنز)
«شیاطین» یک تک‌آهنگ از ایمجین دراگونز است که در سال ۲۰۱۳ میلادی منتشر شد.
این تک‌آهنگ در چارت‌های در رتبه اول و در چارت‌های ، اتریش، جزو ده ترانه اول قرار گرفت.